# Ballarat
Ballarat ou Ballaarat é uma cidade do sudoeste do estado de Vitória, (Austrália). 
Situada a 96 km de Melbourne. Tem 97 111 habitantes e iniciou-se como um importante centro aurífero (no distrito de Ballarat foi descoberta a pepita de ouro «Welcome Nugget» que pesava mais de 62 kg), sendo atualmente um centro industrial, agrícola e pecuário.